# Sithembele Anton Sipuka
Sithembele Anton Sipuka (Idutywa, 27 de abril de 1960) - padre católico sul-africano, bispo de Umtaty desde 2008.
Foi ordenado sacerdote em 17 de dezembro de 1988 e incardinado na Diocese de Queenstown. Depois de um curto aprendizado como vigário e estudos em Roma, tornou-se conferencista em seminários em Pretória. Em 1996 tornou-se vice-reitor do seminário. rua Pedro, e em 2000 tornou-se reitor do seminário João Vianey.
Em 8 de fevereiro de 2008, o Papa Bento XVI o nomeou Bispo da Diocese de Umtata. Ele foi ordenado bispo em 3 de maio de 2008 por seu antecessor - Dom Oswald Georg Hirmer.